# FileZilla
FileZilla és un client FTP per a Windows, Linux, FreeBSD i MacOS X. És programari lliure i de codi obert, amb llicència GPL. Suporta FTP, SFTP i FTPS.
La finestra principal es divideix en quatre parts diferenciades, que són l'administrador de llocs, el registre de missatges, la vista de fitxers i directoris i la cua de transferències.
L'administrador de llocs, a dalt de tot, permet a l'usuari crear una llista de llocs FTP cadascun associat amb les seves dades de connexió, incloent el nombre de port a usar i si es tracta d'una sessió anònima o amb identificació. En aquest últim cas es guarda el nom d'usuari i opcionalment la contrasenya.
El registre de missatges, sota l'administrador de llocs, és una consola on es mostren les ordres enviades al servidor remot i les respostes d'aquest.
La vista de fitxers i directoris, situada sota el registre de missatges, proporciona una interfície gràfica semblant a un navegador de fitxers que permet navegar per les carpetes i veure i alterar els seus continguts tant a la màquina local com a la remota. Els usuaris poden arrossegar i deixar anar fitxers i directoris entre els ordinadors local i remot.
La cua de transferències, situada a la part de baix de la finestra, mostra en temps real l'estat de cada transferència activa o en cua.
El codi font de FileZilla i les descàrregues estan allotjades a SourceForge. FileZilla va ser el Projecte del mes de SourceForge el novembre de 2003.
D'acord amb la documentació d'ajuda, FileZilla va començar sent un projecte de classe d'informàtica al gener de 2001 de Tim Kosse i dos companys de classe. La versió alfa va ser llançada a finals de febrer de 2001, i totes les característiques requerides van ser implementades en la beta 2.1.
Existeix una versió portàtil de FileZilla que pot ser usada directament des d'una memòria USB sense necessitat d'instal·lar-la a l'ordinador.